# Alexander Sergejewitsch Wolkow
Alexander Sergejewitsch Wolkow (russisch Александр Сергеевич Волков, wiss. Transliteration Aleksandr Sergeevič Volkov; * 28. März 1978 in Kirow) ist ein ehemaliger russischer Skispringer.

## Werdegang
Alexander Wolkow startete ab 1996 im Continental Cup (COC). Aufgrund guter Leistungen wurde er am 7. Dezember 1996 erstmals für ein Springen im Skisprung-Weltcup nominiert. in Kuusamo landete er jedoch in beiden Springen nur auf hinteren Plätzen. Am 18. Januar 1997 sprang er erstmals beim Weltcup-Springen in Sapporo mit Platz 12 in die Punkteränge. Es war jedoch sein einziger Punktegewinn seiner Karriere. Er beendete die Weltcup-Saison 1996/97 auf dem 65. Platz in der Gesamtwertung.
Bei den Olympischen Winterspielen 1998 in Nagano sprang Wolkow auf der Normal- und der Großschanze den 27. Platz. Im Teamspringen erreichte er mit dem Team den 9. Platz.
Bei der Nordischen Skiweltmeisterschaft 1999 in Ramsau am Dachstein erreichte Wolkow auf der Normalschanze den 58. und auf der Großschanze den 56. Platz.
Nach der Weltmeisterschaft startete Wolkow noch drei Jahre im Continental Cup, bevor er seine aktive Skisprungkarriere 2002 eher erfolglos beendete.